# Dělení nulou
Dělení nulou je v matematice takové dělení, při němž je dělitel nula. Může být zapsáno jako {\displaystyle {\frac {a}{0}}}, kde a je dělenec. V oborech reálných ani komplexních čísel nemá takové dělení smysl – nula je jediné číslo, kterým nelze dělit. V oboru komplexních čísel rozšířených o (komplexní) nekonečno je definováno pro všechny nenulové dělence jako {\displaystyle \infty }.
Při dělení v plovoucí řádové čárce může být výsledkem speciální hodnota not a number (není číslo) nebo nekonečno.

## Interpretace v elementární aritmetice
Když se mluví o dělení na základní úrovni, je často považováno za rozdělování množiny objektů na stejné části. Např.: Pokud máme deset kvádrů a rozdělíme je na skupiny po pěti, dostaneme dvě stejně velké části. To by mohla být ukázka toho, že 10/5 = 2. Dělitel je počet kvádrů v každé části a výsledek dělení odpovídá na otázku: „Pokud mám stejné části po 5 kusech, kolik takových částí musím dát dohromady, abych dostal 10 kusů?“.
Pokud tuto otázku aplikujeme na dělení nulou, otázka „Pokud mám stejné části po 0 kusech, kolik takových částí musím dát dohromady, abych dostal 10 kusů?“ nedává smysl, protože přičítáním částí o 0 prvcích se deset kusů nikdy nezíská.
Další metodou, jak popsat dělení nulou, je opakované odečítání. Např.: Pokud chceme vydělit číslo 13 pěti, odečteme od 13 dvakrát 5 a dostaneme zbytek 3. Dělitel se odečítá, dokud není zbytek menší než dělitel. V případě, že je dělitel nula, při opakovaném odečítání nuly od dělence nikdy nedosáhneme zbytku menšího než nula.

## Rané pokusy
Brahmaguptův spis Brāhmasphuṭa-siddhānta z roku 628 je první, který považoval nulu za normální číslo a definoval operace ji obsahující. Autorovi se ale nepodařilo vysvětlit dělení nulou, jeho definice vede k absurdním algebraickým závěrům. Brahmagupta píše:

Kladné nebo záporné číslo dělené nulou je zlomek se jmenovatelem nula. Nula dělená záporným nebo kladným číslem je buď nula, nebo je vyjádřena jako zlomek s čitatelem nula a konečným množstvím jako jmenovatelem. Nula dělená nulou je nula.

Mahavira se v roce 830 neúspěšně pokusil opravit Brahmaguptovu chybu:

Číslo zůstává nezměněno, když je děleno nulou.

Bháskara II. se pokusil problém vyřešit definováním {\displaystyle \textstyle {\frac {n}{0}}=\infty }. Tato definice dává určitý smysl, ale může vést k paradoxům, pokud se s ní nezachází opatrně.
Např. {\displaystyle \textstyle {\frac {1}{0}}={\frac {2}{0}}}, což by při odstranění zlomků vycházelo {\displaystyle 1=2}. To je nesmysl.

## Algebraická interpretace
Přirozeným způsobem, jak vyložit dělení nulou, je nejprve definovat dělení pomocí jiných aritmetických operací.
Podle standardních pravidel aritmetiky není dělení nulou v oborech přirozených čísel, celých čísel, racionálních čísel, reálných čísel a komplexních čísel (nerozšířených o nekonečno) definováno.
Důvodem je, že dělení je definováno jako inverzní operace k operaci násobení, hodnota {\displaystyle {\frac {a}{b}}} je takovým číslem, pro které platí rovnice {\displaystyle bx=a}. Například
{\displaystyle {\frac {6}{3}}=2}
vyjadřuje fakt, že číslo {\displaystyle 2} je tím číslem, které lze dosadit do výrazu
{\displaystyle ?\cdot 3=6}.
Avšak v případě
{\displaystyle {\frac {6}{0}}=?}
neexistuje žádné číslo, kterým by bylo možno nahradit otazník ve výrazu
{\displaystyle ?\cdot 0=6},
neboť jakékoli číslo násobené nulou je nula, nikoli šest.
Algebraicky vyjádřeno: pokud {\displaystyle b=0}, lze rovnici {\displaystyle bx=a} zapsat jako {\displaystyle 0x=a}, tedy prostě {\displaystyle 0=a}. V tomto případě tedy rovnice {\displaystyle bx=a} nemá žádné řešení, pokud {\displaystyle a\neq b}, a má nekonečně mnoho řešení, pokud {\displaystyle a=0}. Ani v jednom případě tedy výraz {\displaystyle {\frac {a}{b}}} nedává smysl a výsledek dělení nulou tak není definován.

### Mylné závěry při dělení nulou
Pokud by bylo nějak definováno dělení nulou, mohlo by dojít k mnoha absurdním výsledkům. Příkladem je falešný důkaz, že {\displaystyle 2=1}, např.:
1. Pro každé reálné číslo {\displaystyle x} platí:
{\displaystyle x^{2}-x^{2}=x^{2}-x^{2}}
2. Rozložíme obě strany dvěma různými způsoby
{\displaystyle (x-x)(x+x)=x(x-x)}
3. Vydělíme obě strany výrazem {\displaystyle (x-x)} (zde je ve skutečnosti dělení nulou, protože {\displaystyle x-x=0})
{\displaystyle (1)(x+x)=x(1)}
4. Což je:
{\displaystyle 2x=x}
5. Protože {\displaystyle x} může nabývat jakýchkoliv hodnot, dosadíme {\displaystyle x=1}.
{\displaystyle 2=1}

Chybou je v tomto případě předpoklad, že {\displaystyle (x-x)/(x-x)} (tzn. 0/0) se rovná 1. K podobným nesmyslům vede jakákoliv jiná hodnota přiřazená jako výsledek 0/0.

## Limity a dělení nulou

Funkce pro blížící se nule zprava jde k nekonečnu, zatímco pro blížící se nule zleva jde k minus nekonečnu

Na první pohled vypadá možné definovat {\displaystyle {\frac {a}{0}}} jako limitu {\displaystyle {\frac {a}{b}}} pro {\displaystyle b} jdoucí k 0.
Pro každé kladné {\displaystyle a} platí:
{\displaystyle \lim _{b\to 0^{+}}{a \over b}={+}\infty }
Pro každé záporné {\displaystyle a} platí:
{\displaystyle \lim _{b\to 0^{+}}{a \over b}={-}\infty }
Proto můžeme uvažovat o definování a/0 jako +∞ pro kladné a a -∞ pro záporné a. Nicméně tato definice je nevyhovující ze dvou důvodů.
Zaprvé: Kladné a záporné nekonečno nejsou reálná čísla. Takže pokud chceme zůstat v oboru reálných čísel, nedefinovali jsme nic, co by dávalo smysl. Pokud chceme pracovat s takovou definicí, je nutné rozšířit obor reálných čísel.
Zadruhé: Braní limity zprava je čistě libovolné. Stejně tak bychom mohli vzít limitu zleva a definovat {\displaystyle {\frac {a}{0}}} jako -∞ pro kladné a a +∞ pro záporné a. Toto se dá ilustrovat na rovnici:
{\displaystyle +\infty ={\frac {1}{0}}={\frac {1}{-0}}=-{\frac {1}{0}}=-\infty },
což nedává smysl. To znamená, že jediným fungujícím rozšířením je zavedení nekonečna bez znaménka.
Dále neexistuje žádná zřejmá definice {\displaystyle {\frac {0}{0}}}, která by mohla být odvozena za použití limit. Limita
{\displaystyle \lim _{(a,b)\to (0,0)}{a \over b}}
neexistuje. Limita
{\displaystyle \lim _{x\to 0}{f(x) \over g(x)}},
kde se f(x) i g(x) blíží 0, když se x blíží 0, může konvergovat k jakékoliv hodnotě nebo nemusí konvergovat vůbec. (Viz též L'Hospitalovo pravidlo.)

## Dělení nulou v počítačích

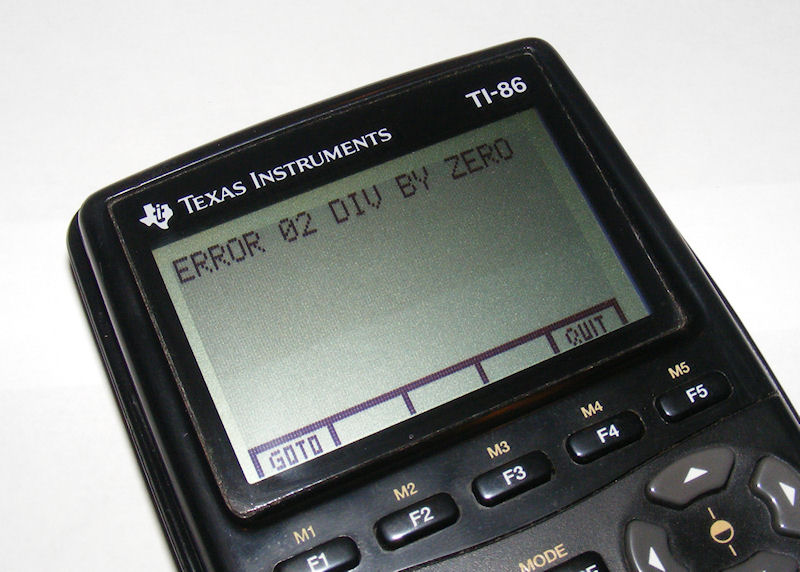
Kalkulátor TI-86 signalizuje chybu dělení nulou

Standard IEEE pro dvojkovou aritmetiku v plovoucí řádové čárce, podporovaný skoro všemi moderními procesory, specifikuje, že každá operace v plovoucí řádové čárce včetně dělení nulou má dobře definovaný výsledek. V IEEE 754 je a ÷ 0 kladné nekonečno, pokud je a kladné; záporné nekonečno, pokud je a záporné, a NaN (not a number), pokud a = 0. V IEEE 754 jsou dvě nuly: kladná a záporná; při dělení zápornou nulou jsou ve výsledku opačná znaménka oproti uvedeným výsledkům.
S celočíselným dělením nulou se obvykle zachází jinak, protože neexistuje celočíselná reprezentace takového výsledku. Některé procesory vygenerují výjimku při pokusu o dělení nulou, jiné prostě pokračují a vygenerují nesprávný výsledek dělení (často nulu nebo velké kladné či záporné číslo jako aproximaci nekonečna), případně jde o nedefinované chování.

## Jiné číselné systémy

### Komplexní čísla
Pro komplexní čísla lze zavést Riemannovu sféru, která má pro nekonečno jediný bod, a tedy lze zde dělit nulou. {\displaystyle \forall x\in \mathbb {C} ^{*}\neq 0:{\tfrac {x}{0}}=\infty }. Zůstanou pak nedefinované jen {\displaystyle {\tfrac {0}{0}}} a {\displaystyle {\tfrac {\infty }{\infty }}}.